# Olof Swartz
Olof Peter Swartz, adesea pomenit doar ca Olof Swartz, (n. 21 septembrie 1760, Norrköping – d. 19 septembrie 1818, Stockholm) a fost un botanist, briolog, lichenolog, medic, micolog, orchidolog și pteridolog suedez. Abrevierea numelui său în cărți științifice este Sw..

## Biografie

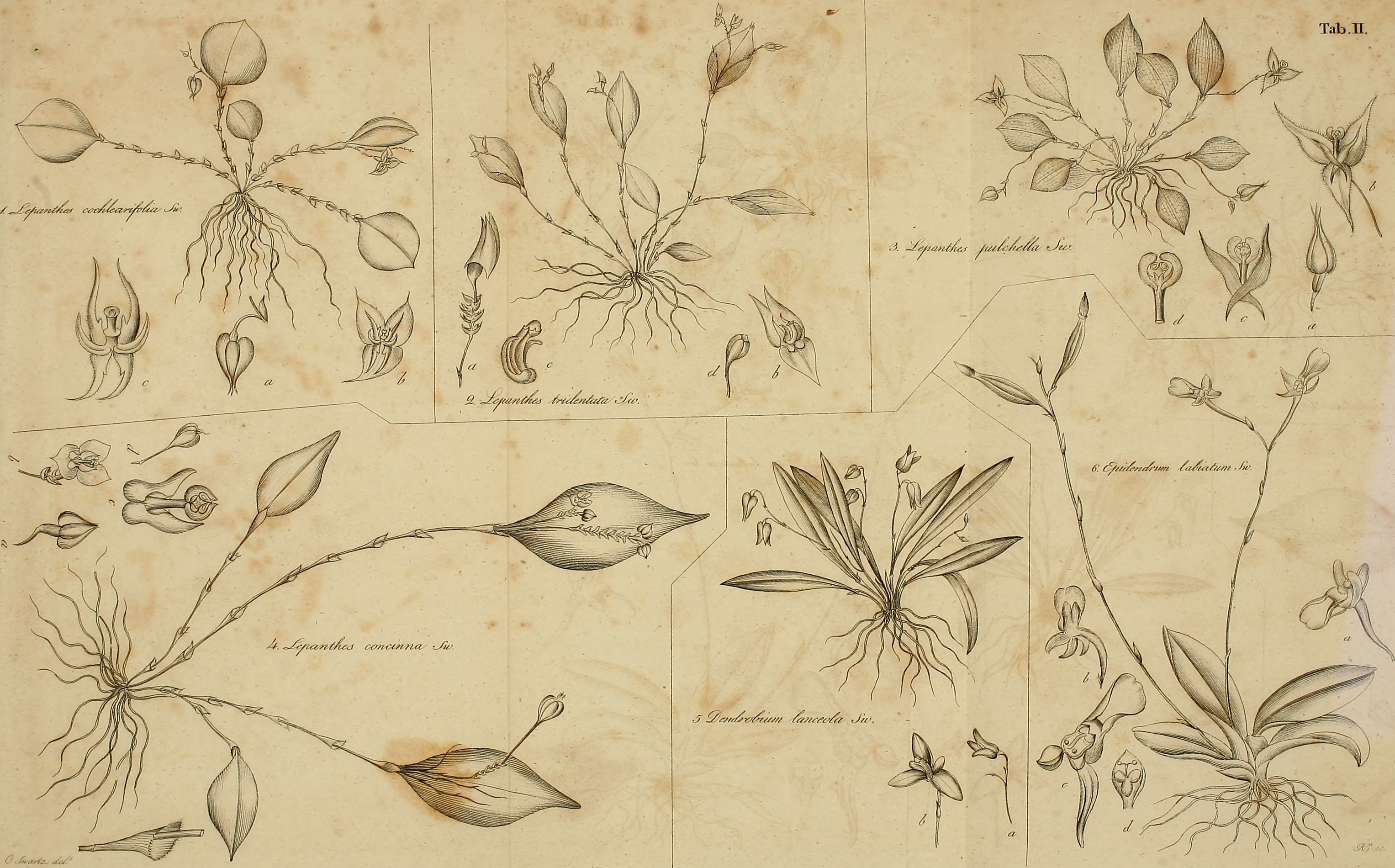
Adnotationes botanicae 1 (1829)

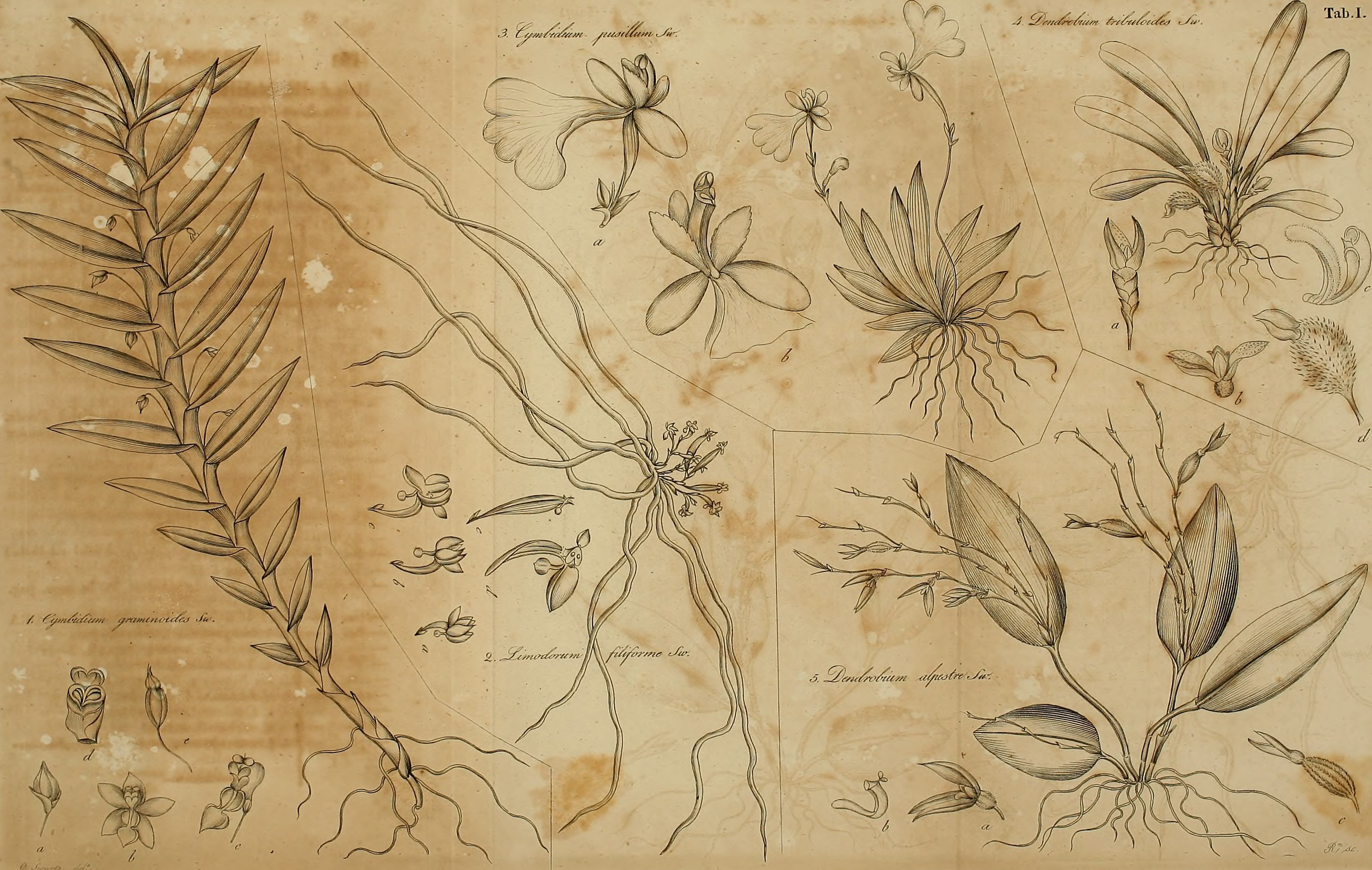
Adnotationes botanicae 2 (1829)

Swartz a fost fiul lui Olf Schwartz (d. 1768), unui fabricant renumit din oraș, și al Elisabeth von Brobergen (d. 1817). Nu a urmărit o școală ci a primit lecții particulare prin diverși profesori. În 1778, s-a înscris student la Universitatea Uppsala și a studiat istoria naturală și medicina. Profesorul său Carl Linnaeus cel Tânăr (1707-1778), un fiu al faimosului savant Elias Magnus Fries, a fost încântat de Swartz, spunând despre el: Botanices studiosus optimæ spei. („Un student la botanică de cea mai mare speranță”), dar cel mai important mentor a fost Carl Peter Thunberg (1743-1828) cu care a întreținut o prietenie până la moartea sa. Studentul a dezvoltat un interes pentru mușchi și licheni, pe care le-a făcut subiectul disertației sale medicale. Deja în 1781, a terminat studiul cu mare succes la vârsta de doar 21 de ani, iar în 1783, a promovat examenul de candidat la medicină, simțind acum dorința de a explora țări mai exotice.
În urmă, în mai 1783, Swartz a părăsit Suedia pentru o călătorie lungă spre Indiilor Occidentale. A petrecut ceva timp pe coasta de vest a Suediei înainte de a se îmbarca pe o navă destinată Bostonului în America de Nord. Acolo a stat mai mult de o lună și și-a făcut noi prieteni, dar nu a fost prea impresionat de nivelul de învățare a academiei. Din Boston a continuat călătoria către Jamaica și a sosit la Montego Bay pe 5 ianuarie 1784, rămânând până în 1786. În 1785, Swartz a petrecut câteva luni în afară de Jamaica, vizitând Hispaniola, Cuba și Puerto Rico, insule pe care le-a examinat din perspectivă botanică. Acolo și în Jamaica a adunat toate grupurile de plante și un număr substanțial de licheni. Rezultatele au fost examinate critic de botanistul Erik Acharius (1757-1819) care a descris multe specii din materialul savantului. Swartz a fost un susținător cheie al lucrărilor lui Acharius privind dezvoltarea unui nou sistem de taxonomie a lichenilor între 1794 și 1814. Cei doi au devenit prieteni strânși.
La 14 iunie 1785, datorită marilor sale realizări și descoperiri științifice, i s-a acordat doctoratul în medicină la Uppsala, deși nu a susținut niciodată examenul de licență.
După întoarcerea sa în toamna 1787, s-a ocupat cu elaborarea ale Prodromus Floræ Indiæ Occidentalis, Observationes botanicæ, Flora India Occidentalis și această mulțime de tratate cu care a îmbogățit știința și și-a stabilit faima literară. Flora sa India Occidentalis, atât de importantă pentru cunoașterea vegetației din vestul Indiei, conține 892 de specii, dintre care 663 sunt fanerogame și 229 criptogame. Printre aceste plante au existat 525 de specii fanerogame noi și 198 de specii criptogame, pentru un total de 723 de specii noi. 
Urmând tradiția linneană, Swartz a colectat și păsări și insecte, dar aceste colecții s-au pierdut în mare parte în urma uraganelor și a atacurilor animalelor. De asemenea, unele colecții botanice au fost pierdute, dar majoritatea au ajuns cu bine în Suedia.
La 1 aprilie 1789, Swartz a fost numit de către regele Gustav al III-lea al Suediei director al Cabinetului Regal de Istorie Naturală de la Palatul Drottningholm.
Swartz și-a continuat activitatea neîncetat și și-a îmbogățit știința într-un mod excelent, așa cum o demonstrează următoarele scrieri: Icones Plantarum Indiæ Occidentalis, Dispositio systematica Muscorum frondosorum Sveciæ, Synopsis Filicum, Economisk Dictionair, Svensk Botanik und Zoologie, Magazin för Blomsteres Älskares Americanus, Dispositio Orchidearum și numeroase tratate. În primul său discurs prezidențial la Academia de Științe în 1790, a prezentat o schiță a progresului botanicii în Suedia, iar în al 2-lea din 1797 beneficiile economice ale mamiferelor.
În 1807, după ce a fost numit director al Muzeului Academiei de Științe, a preluat, în 1811, secretariatul în Academia Suedeză de Științe,  o poziție care este probabil una dintre cele mai distinse pe care le poate atinge un savant suedez. Acum a avut o sferă de influență extinsă, ceea ce, din păcate, i-a oferit numai puține șanse de a continua să lucreze în știința sa.
Era firesc ca realizările unui savant să nu treacă neobservate de rege. În 1808 a fost numit Cavaler de clasa I al Ordinului Regal Vasa de către regele Gustav al IV-lea al Suediei și regele Carol al XIII-lea al Suediei l-a numit Cavaler al Ordinului Steaua Polară în 1814. 
Dar soarta nu i-a adus numai succes și bucurie. Astfel Swartz s-a căsătorit în 1794 cu recunoscut frumoasa Sara Elisabeth Bergh (1759-1799), o fiică a unui jurist din Uppsala. Această fericire însă nu i-a fost acordată mult timp, deoarece soția sa, care a fost bolnavă de plămâni, a murit deja cinci ani după căsătorie și a lăsat doi copii în grija tatălui, anume pe Olof Carl Swartz (n. 1795) și Maria Mathilda Henrica Catharina (n. 1797). De asemenea, circumstanțele care au dus la moartea sa vremelnică au fost stranii. Ele a fost, fără îndoială, cauzate pe o parte de o răceală destul de severă care a căpătat-o pe 5 septembrie 1818, în timp ce se întorcea seara de la o plimbare la grădina zoologică, pe de alta, din cauza unei infecții probabil cu bacteria Salmonella enterica care a pricinuit izbucnirea unei febre tifoide. Încă de la începutul bolii, pacientul a manifestat o anumită reticență în a lua orice medicament, ceea ce este întotdeauna un semn rău într-o boală. Tot ce a încercat ajutorul medical să-i salveze viața a fost în zadar. La 19 septembrie 1818, la ora nouă dimineața, în jurul familiei sale, sufletul său a revenit la originea nemuritoare.
După moartea lui Swartz, Academia de Științe i-a cumpărat biblioteca și herbarul, iar cea mai mare parte a acestuia din urmă se află acum la Muzeul Suedez de Istorie Naturală din Stockholm. Deoarece Swartz a fost destul de generos cu exemplarele sale, acestea sunt, de asemenea, larg răspândite și pot fi găsite într-o mulțime de herbare din întreaga lume.
Deși Swartz este în mare parte cunoscut pentru munca sa de pionierat asupra plantelor cu flori (în special [[orhideelor, de ex. Cymbidium, Dendrobium, Disperis, Oncidium sau Stelis) și ferigilor, Swartz a adus contribuții importante la sfârșitul secolului al XVIII-lea și lichenologia de la începutul secolului al XIX-lea, publicând cinci relatări majore care descriu 37 de specii noi. Dintre acestea, 27 de nume sunt basionime ale taxonilor acceptați. 
Mai departe, s-a ocupat și cu micologia, descriind între alele genul  Verpa, Verpa conica sau Suillus variegatus.
Chiar și părintele micologiei, adică Elias Magnus Fries, a fost condus la studiul criptogamelor, în special al ciupercilor, de către Swartz. Acesta din urmă a făcut primul inventar sistematic al ciupercilor în vecinătatea Stockholmului și a înregistrat peste 300 de specii noi în Suedia. Tot Swartz a descris un număr destul de mare de ciuperci încă necunoscute din  din India de Vest.
Mai departe, trebuie menționat că savantul a fost un artist talentat și a realizat desene și acuarele multor plante. Swartz trimisese 200 de desene editorului Schreber din Erlangen, dar acestea au rămas nepublicate și s-au pierdut după moartea lui Schreber. Un volum care conține 71 de desene ale lui Swartz a fost cumva achiziționat de botanistul german Ignaz Urban (1848-1931), autor bine cunoscut despre botanica din India de Vest. Acest volum a fost în cele din urmă cumpărat de C.A.M. Lindman din Stockholm și aparține acum Academiei Regale Suedeze de Științe.
Referințe pentru biografie:

## Genuri și specii descrise de Swartz (selecție mică)
| - Clavaria vermicularis, Sw. 1811 (Clavariaceae) - Cheilanthes, gen, Sw. 1806 (Pteridaceae) - Cymbidium, gen, Sw. 1799 (Orchidaceae) - Dendrobium, gen, Sw. 1799 (Orchidaceae) - Disperis, gen, Sw. 1800 (Orchidaceae) - Grammitis, gen, Sw. 1788 (Polypodiaceae) - Oncidium, gen, Sw. 1800 (Orchidaceae) - Psilotum, gen, Sw. 1800 (Psilotaceae) - Solandra, gen, Sw. 1787 (Solanaceae) | - Stelis, gen, Sw. 1800 (Orchidaceae) - Verpa , gen, Sw. 1815 (Morchellaceae) - Cheilanthes micropteris, gen, Sw. 1806 (Pteridaceae) - Cymbidium aloifolium, Sw. 1799 (Orchidaceae) - Dendrobium moniliforme, (L.) Sw. 1799 (Orchidaceae) - Epipogium aphyllum, Sw. 1814 (Orchidaceae) - Euphorbia punicea, Sw. 1788 (Euphorbiaceae) - Fomes fasciatus, (Sw. 1788) Cooke, 1885 (Polyporaceae) - Grammitis marginella, (Sw. 1788) Sw 1801) (Polypodiaceae) - Gyalolechia fulgens (Sw. 1784) Søchting, Frödén & Arup, 2013 (Teloschistaceae) - Lindsaea microphylla, Sw. 1801 ([[Lindsaeceae) - Ochrolechia frigida, (Sw. 1781) Lynge, 1928 ([[Ochrolechiaceae) - Oncidium altissimum, (Jacq.) Sw. 1800 (Orchidaceae) | - Paspalum vaginatum, Sw. 1788 (Poaceae) - Piper verucosum, Sw. 1788 (Piperaceae) - Psilotum compnanatum, Sw. 1800 (Psilotaceae) - Pteris tripartita, Sw. 1800 ([[Pteridaceae) - Pyxine cocoes, (Sw. 1788) Nyl., 1857 (Caliciaceae) - Solandra grandiflora, Sw. 1787 (Solanaceae) - Stelis ophioglossoides, (Jacq.) Sw. 1800 (Orchidaceae) - Stylidium tenellum, Sw. 1807 (Stylidiaceae) - Stylidium uliginosum, Sw. 1807 (Stylidiaceae) - Suillus variegatus (Sw., 1810) Richon & Roze (1888) ( Suillaceae ) - Tradescantia spathacea, Sw. 1788 (Commelinaceae) - Verpa conica (O.F.Müll.) Sw. 1815 (Morchellaceae) |

Cymbidium aloifolium
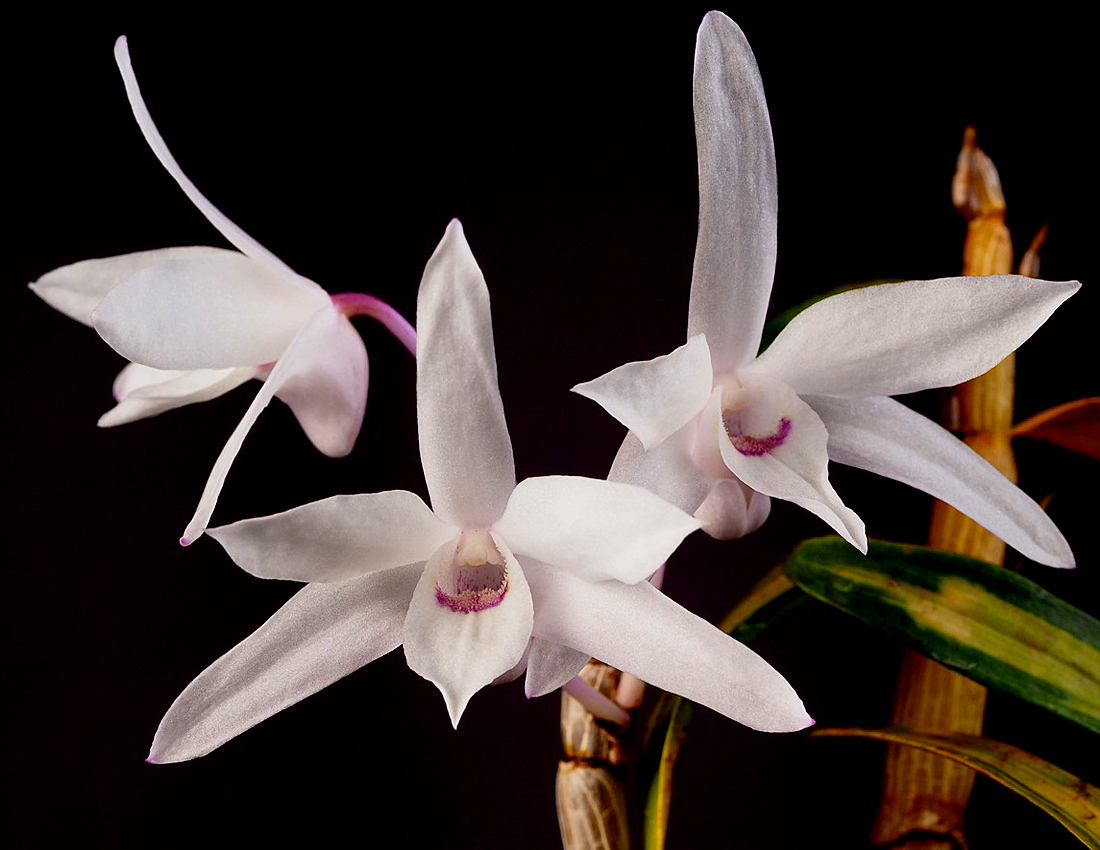
Dendrobium moniliforme
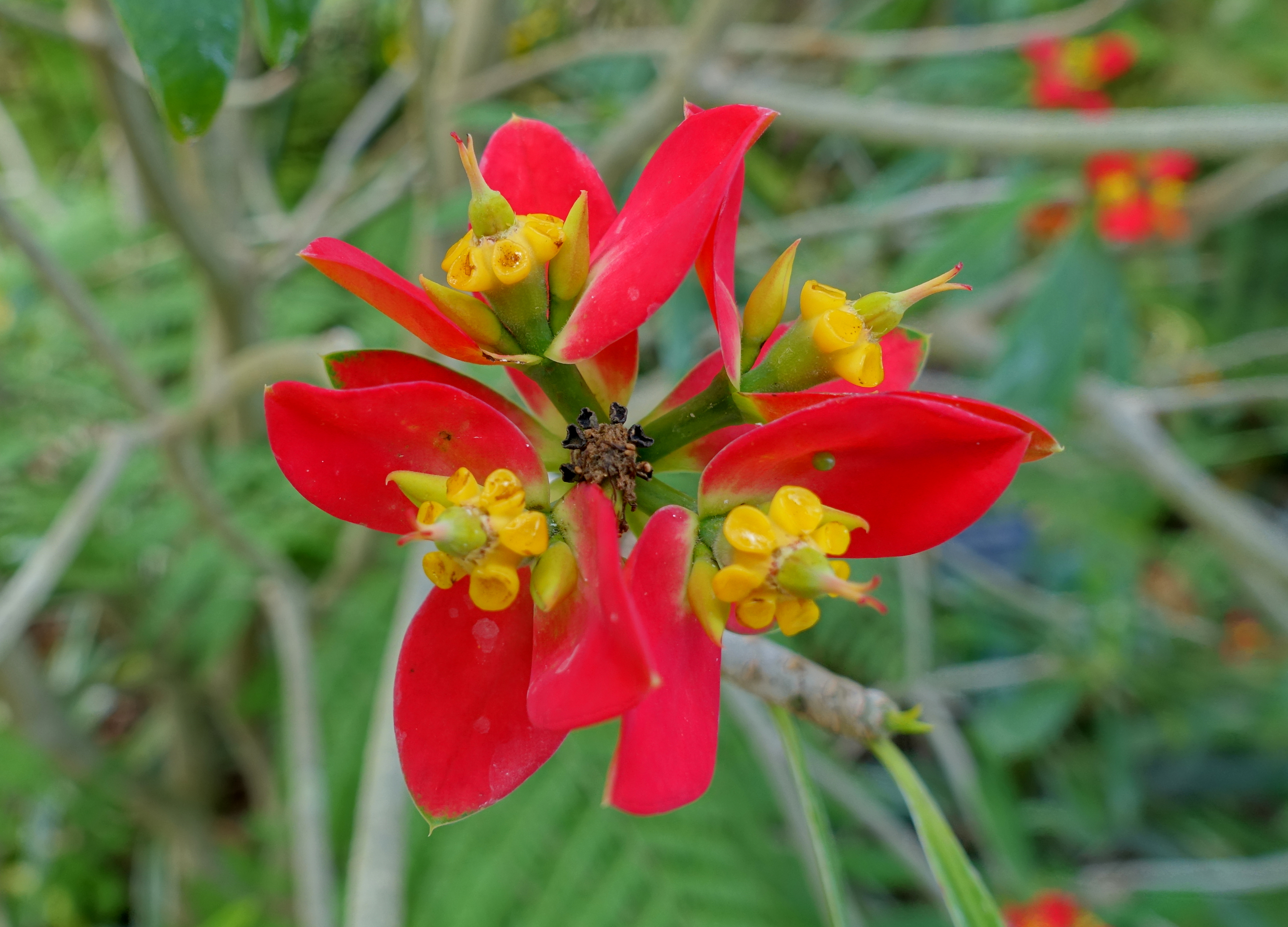
Euphorbia punicea
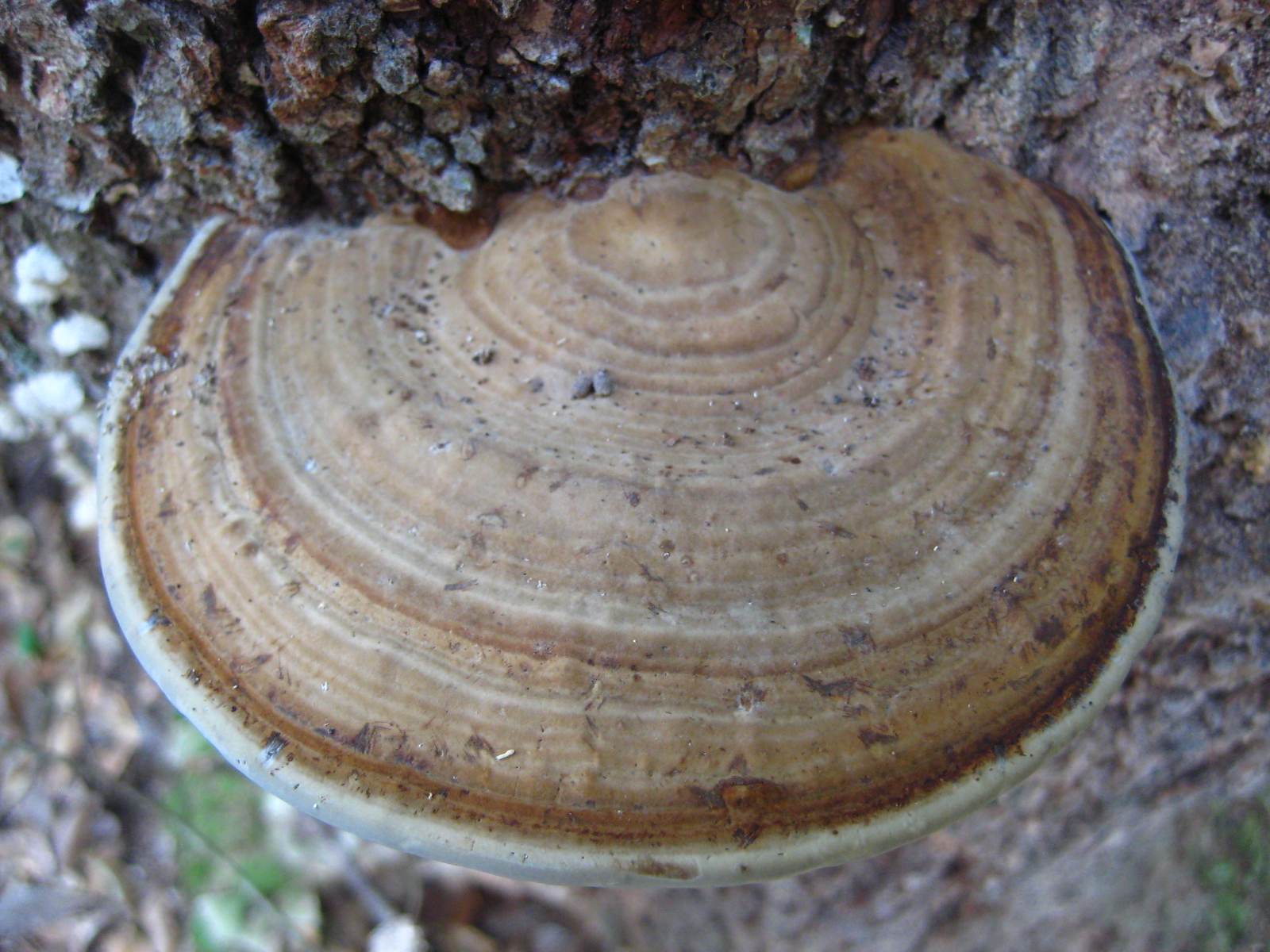
Fomes fasciatus
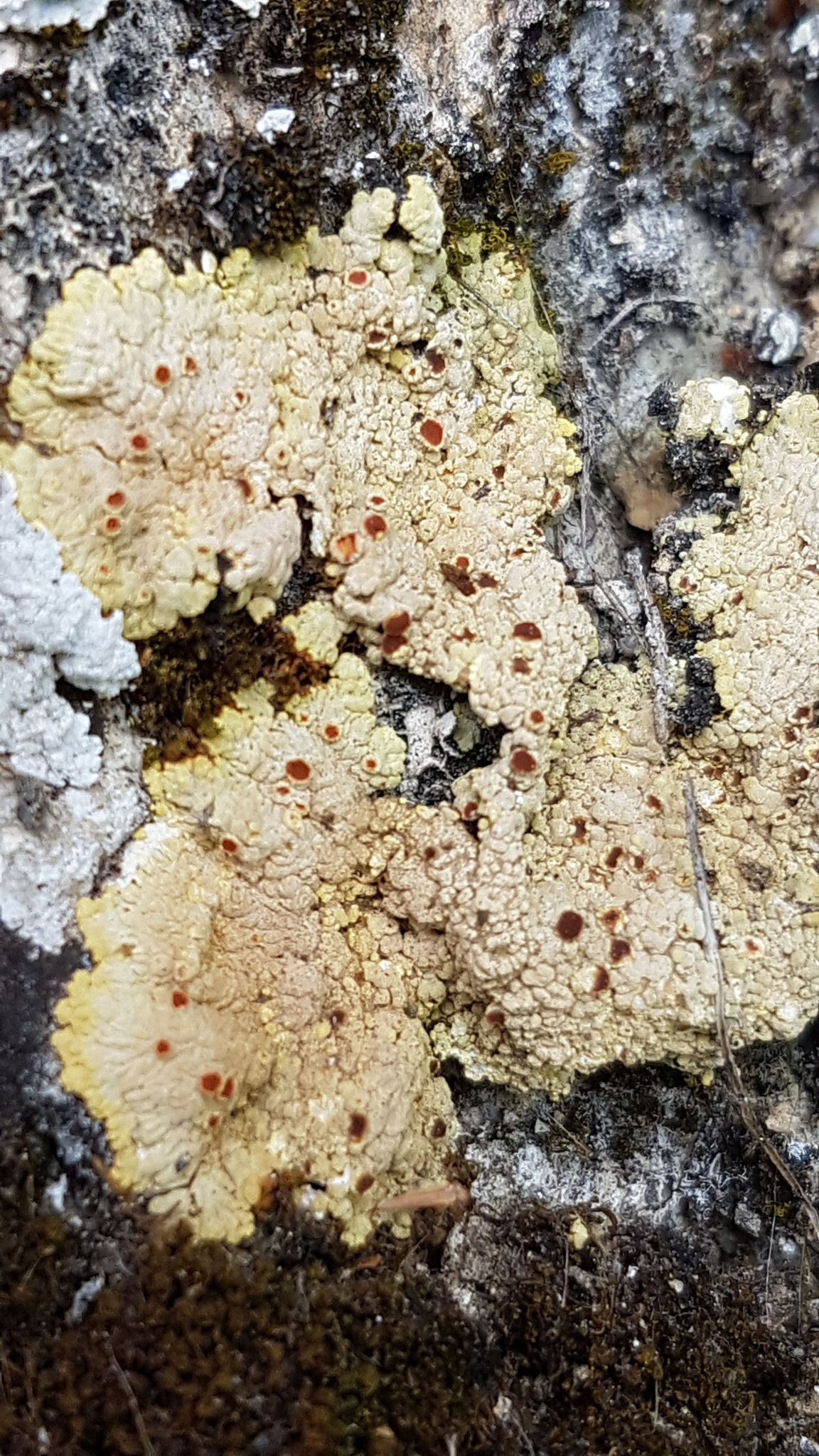
Gyalolechia fulgens

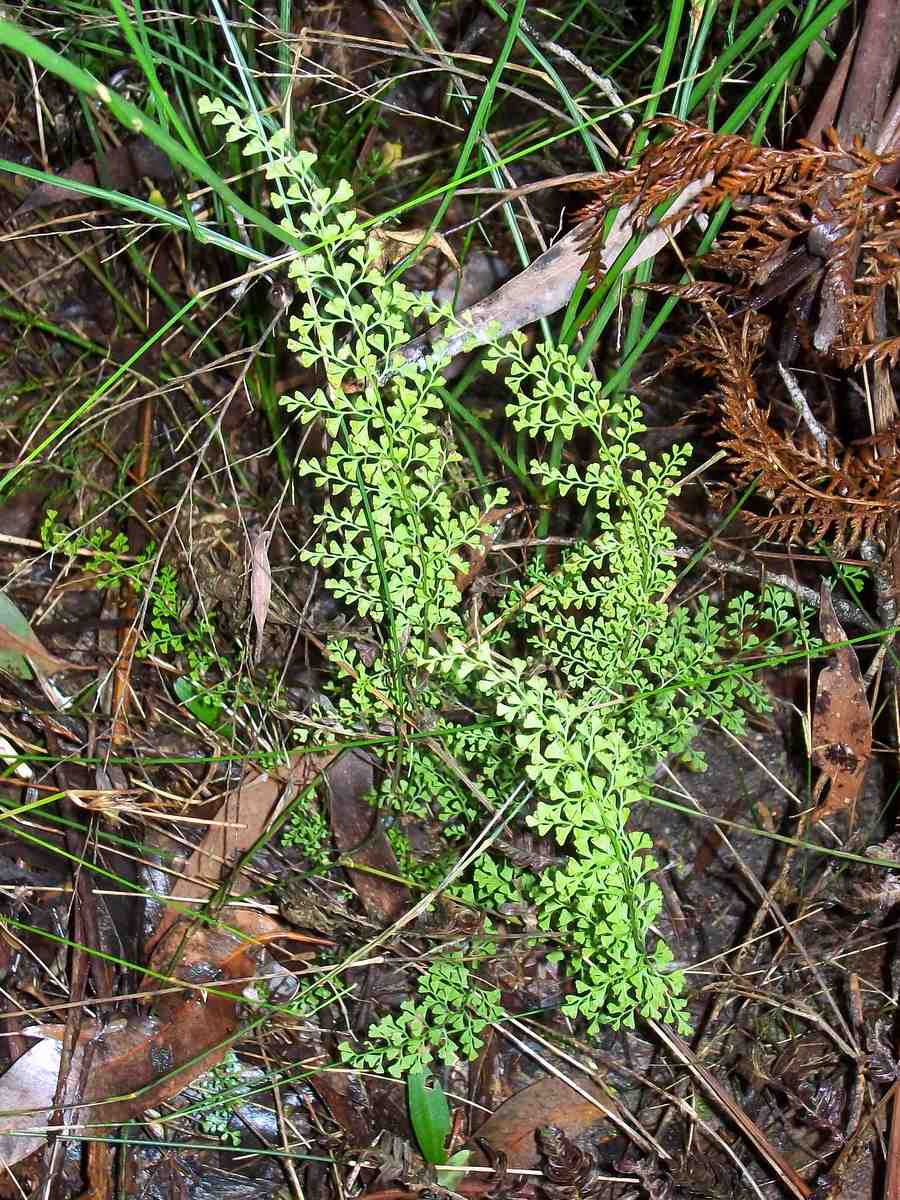
Lindsaea microphylla
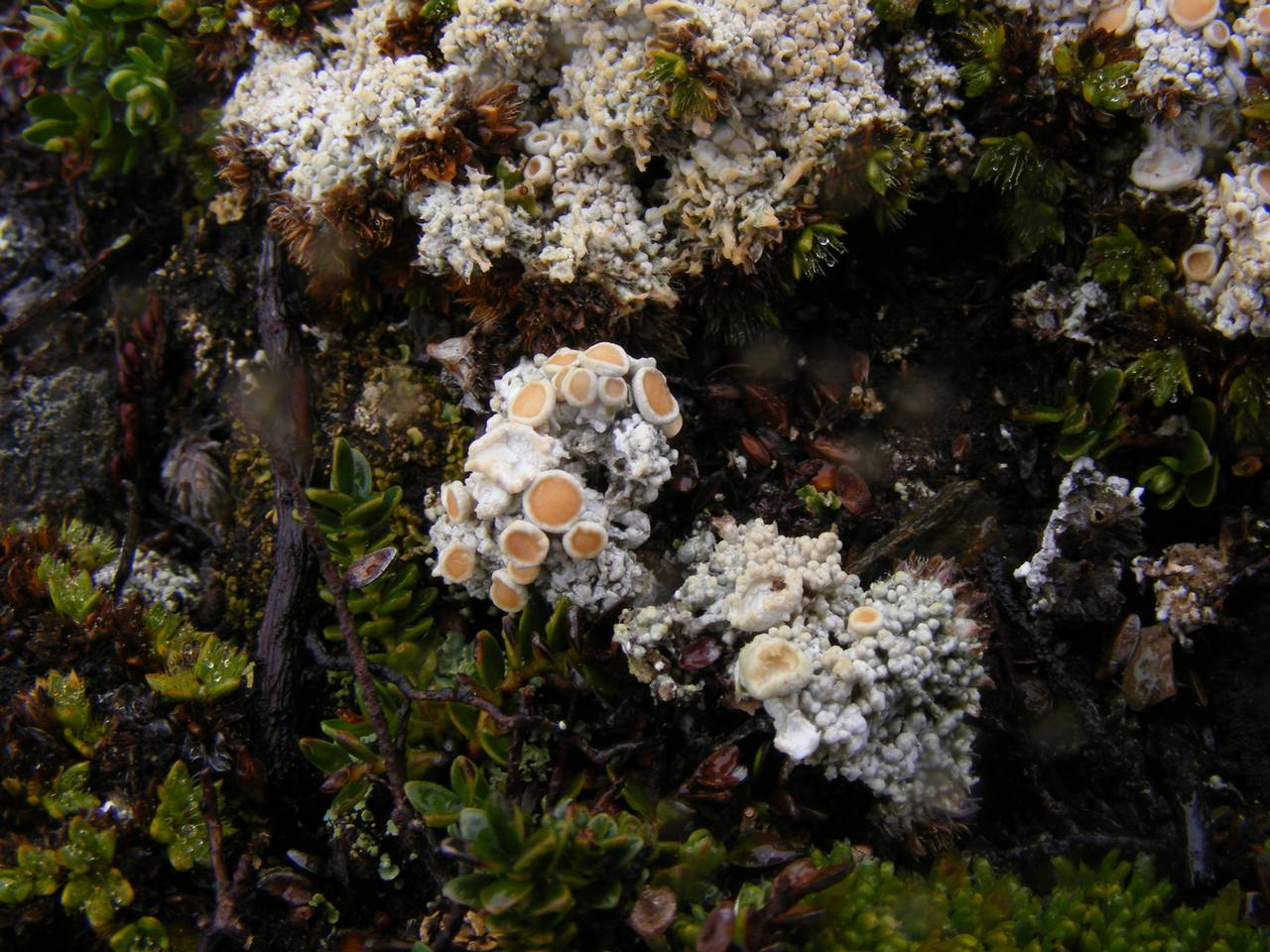
Ochrolechia frigida
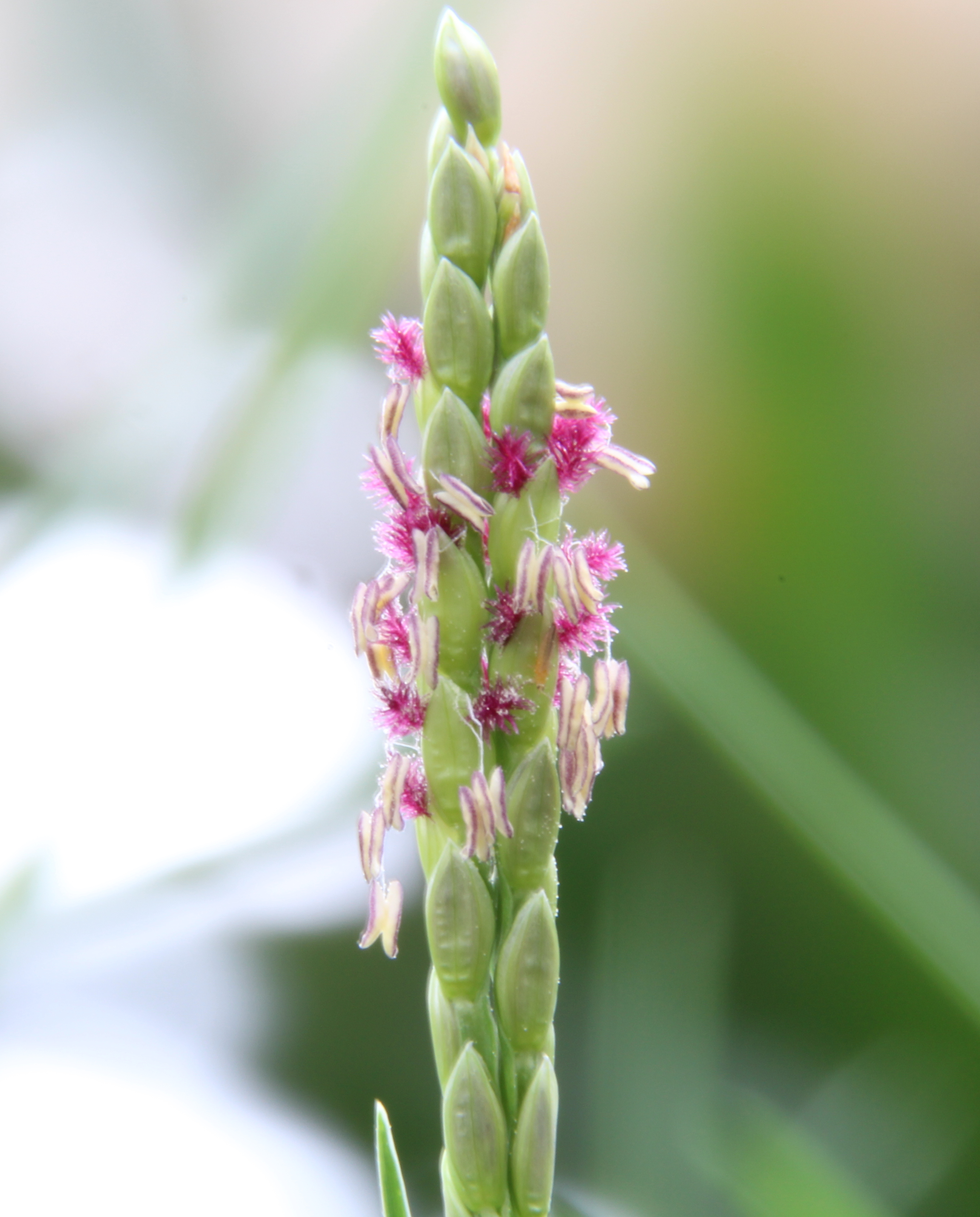
Paspalum vaginatum
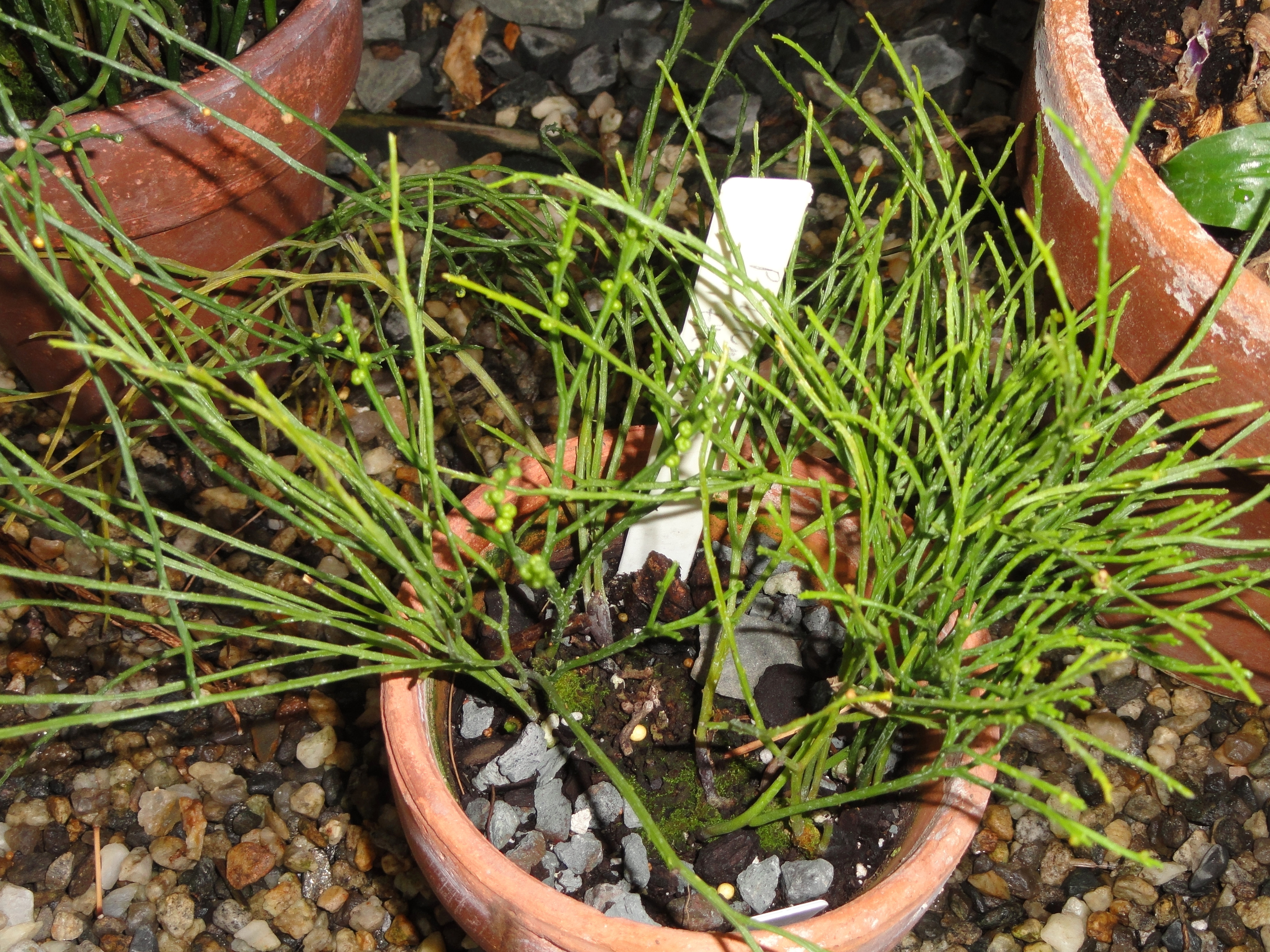
Psilotum complanatum
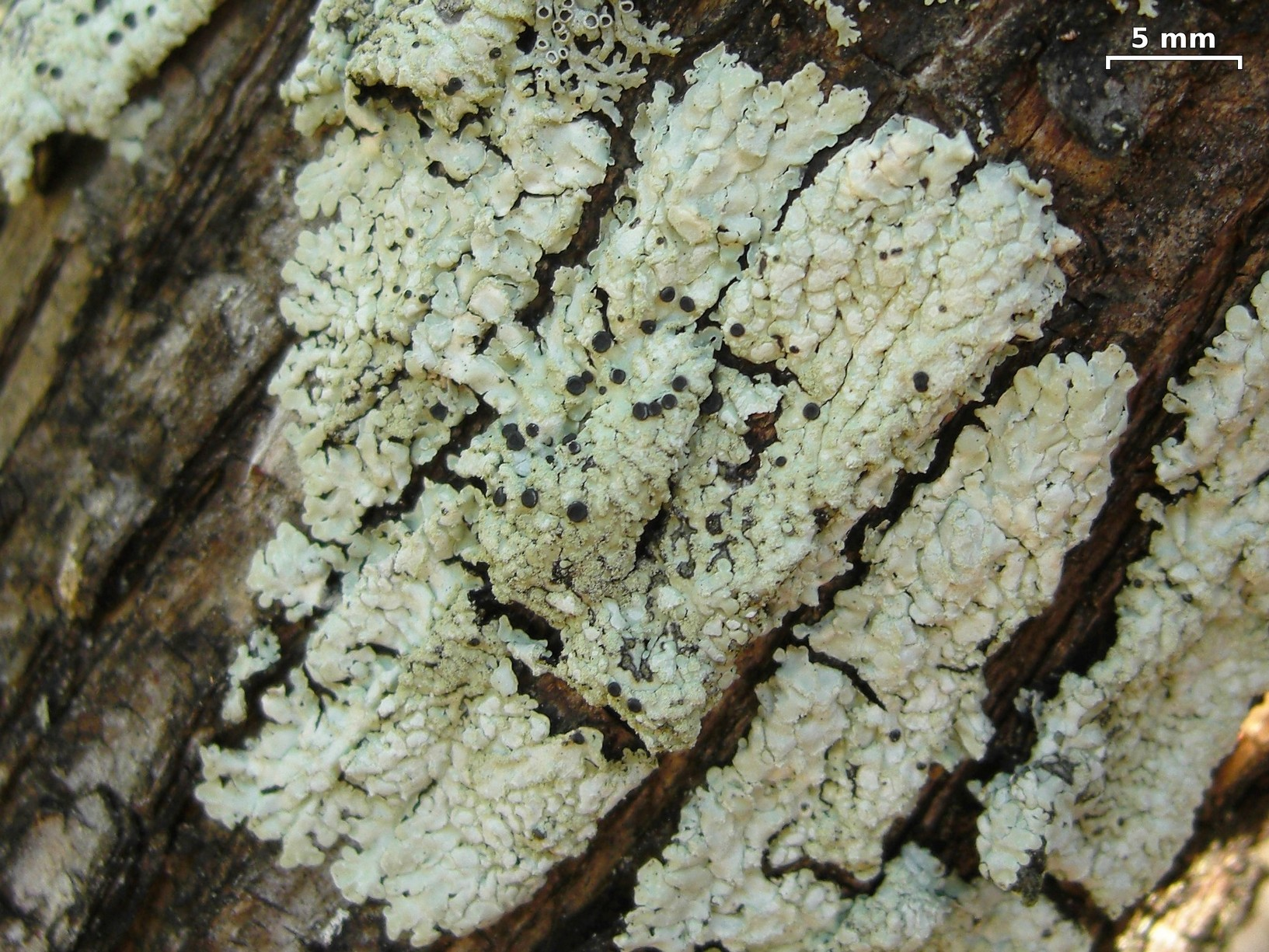
Pyxine cocoes

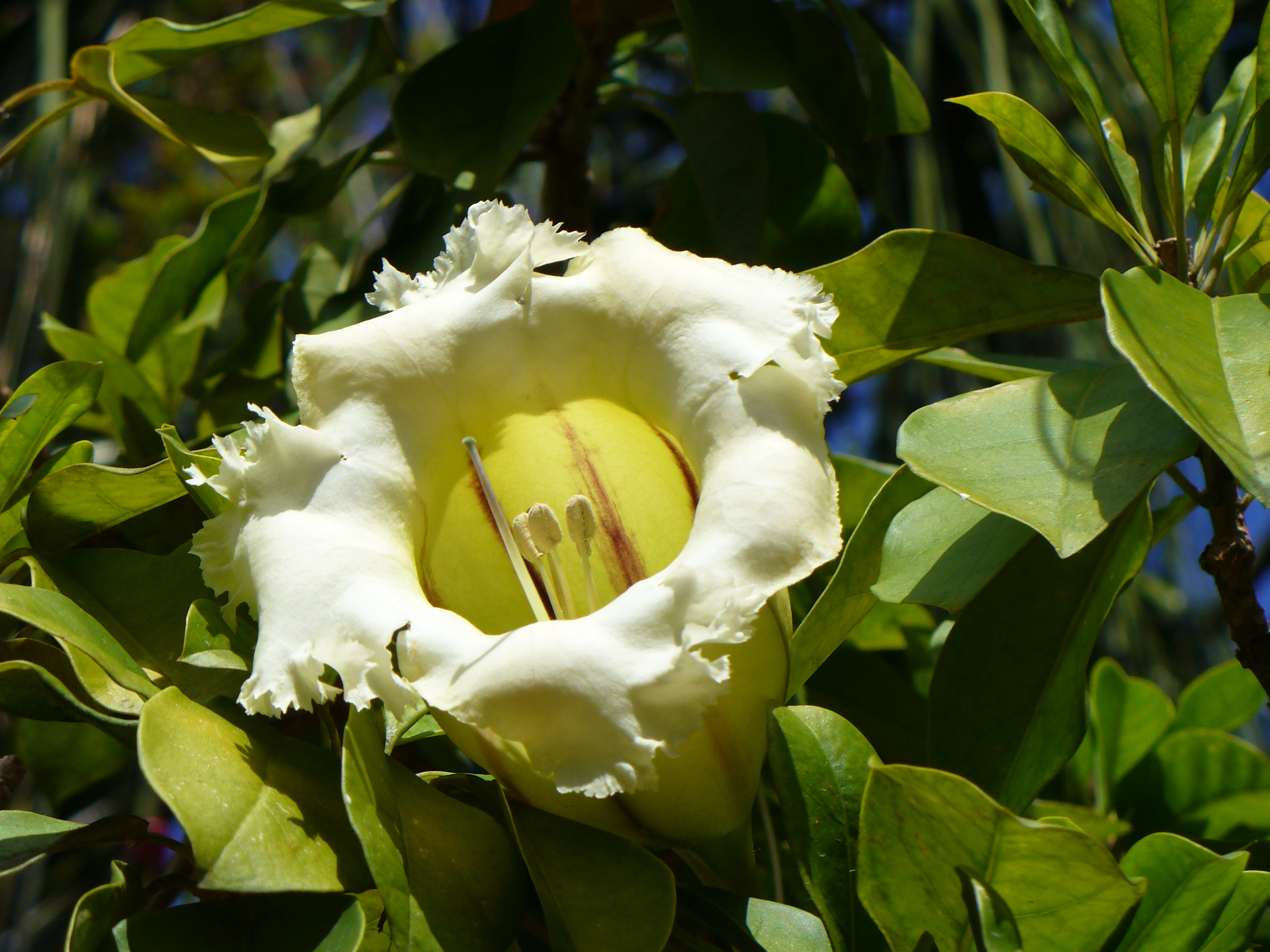
Solandra grandiflora
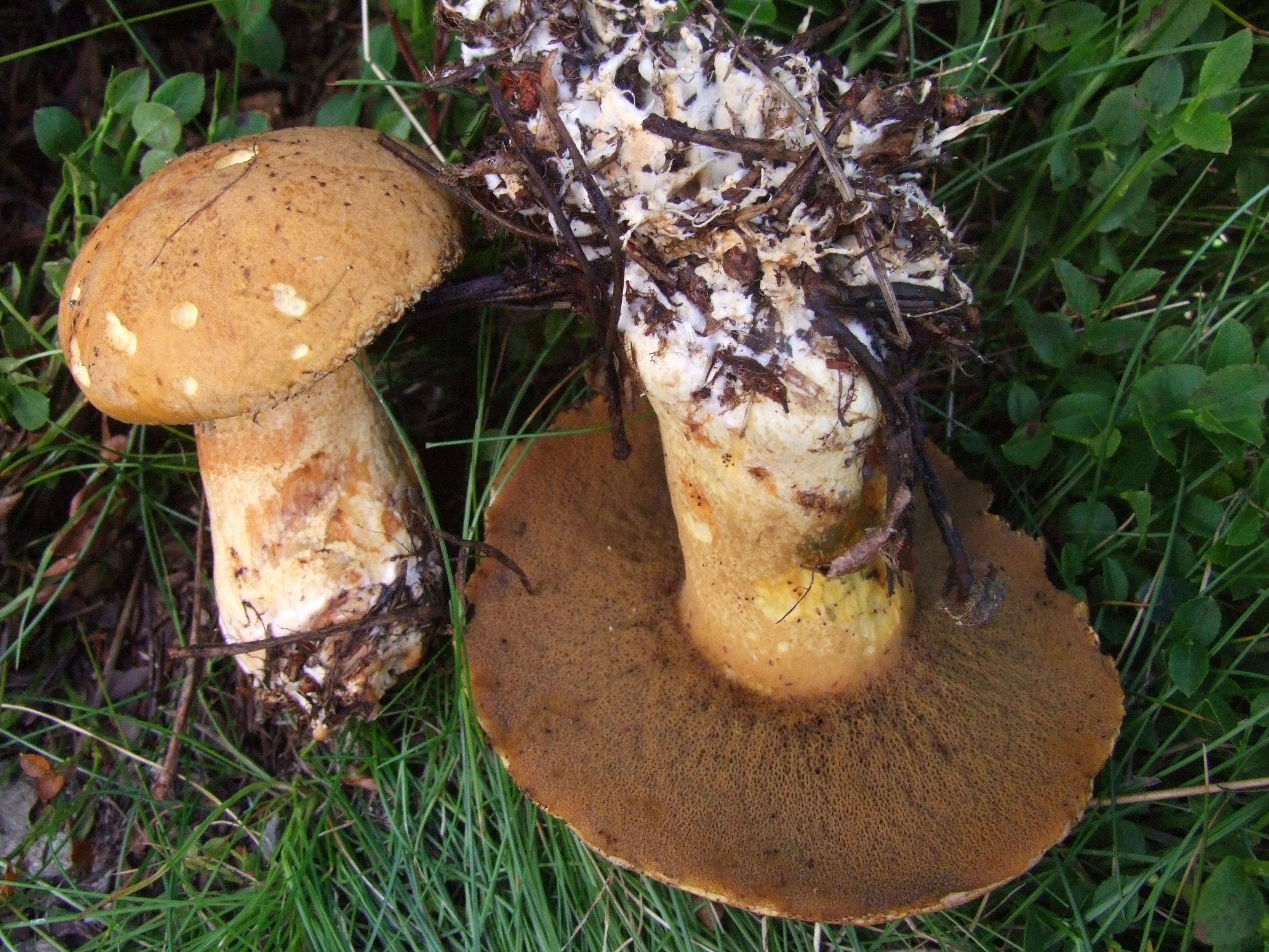
Suillus variegatus
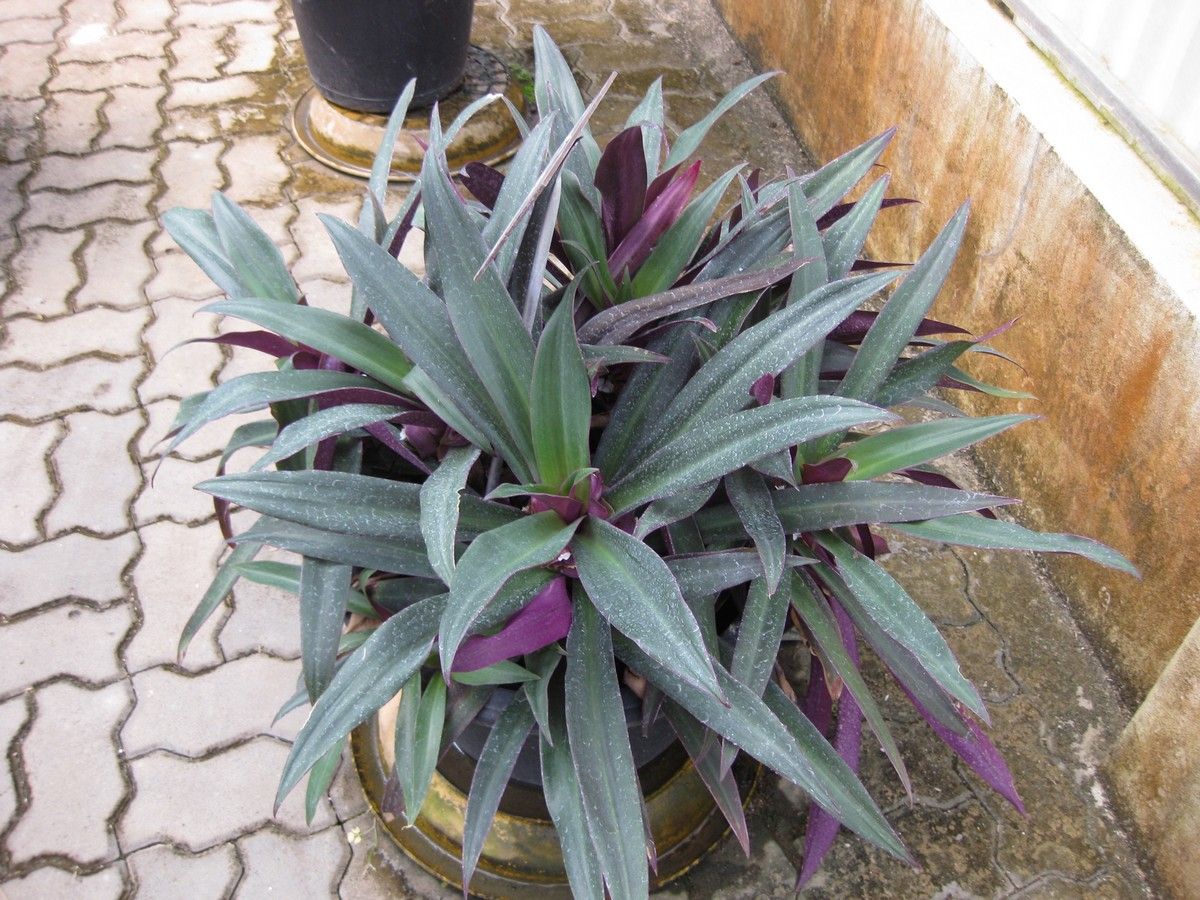
Tradescantia spathacea
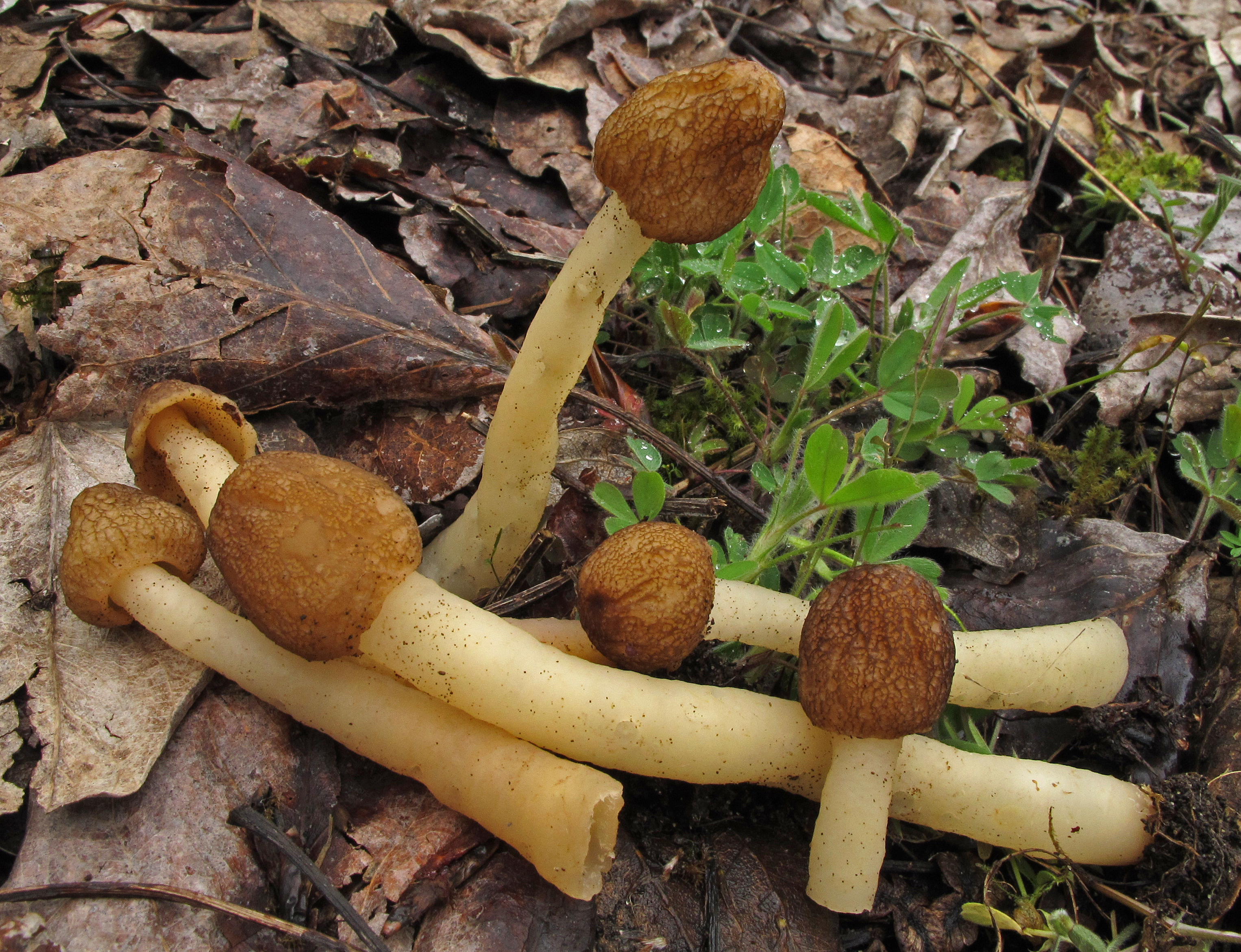
Verpa conica

## Specii dedicate lui Swartz (selecție)
- Swartzia, gen Schreb. precum cele 140 specii (Fabaceae)
- Cereus swartzii Griseb., 1861 (Cactaceae)
- Coccoloba swartzii Meisn., 1856 (Polygonaceae)
- Cyperus swartzii (A.Dietr.) Boeckeler) Kük., 1926 (Cyperaceae)
- Desmidium swartzii (C.Agardh) Ralfs, 1848 (Desmidiaceae)
- Oxyrrhynchium swartzii (Turner) Warnst., 1905 (Brachytheciaceae)
- Polytrichum swartzii Hartm., 1849 (Polytrichaceae)
- Rickenella swartzii, (Fr.) Kuyper, 1984 (Rickenellaceae)
- Sargassum swartzii C.Agardh, 1820 (Sargassaceae)

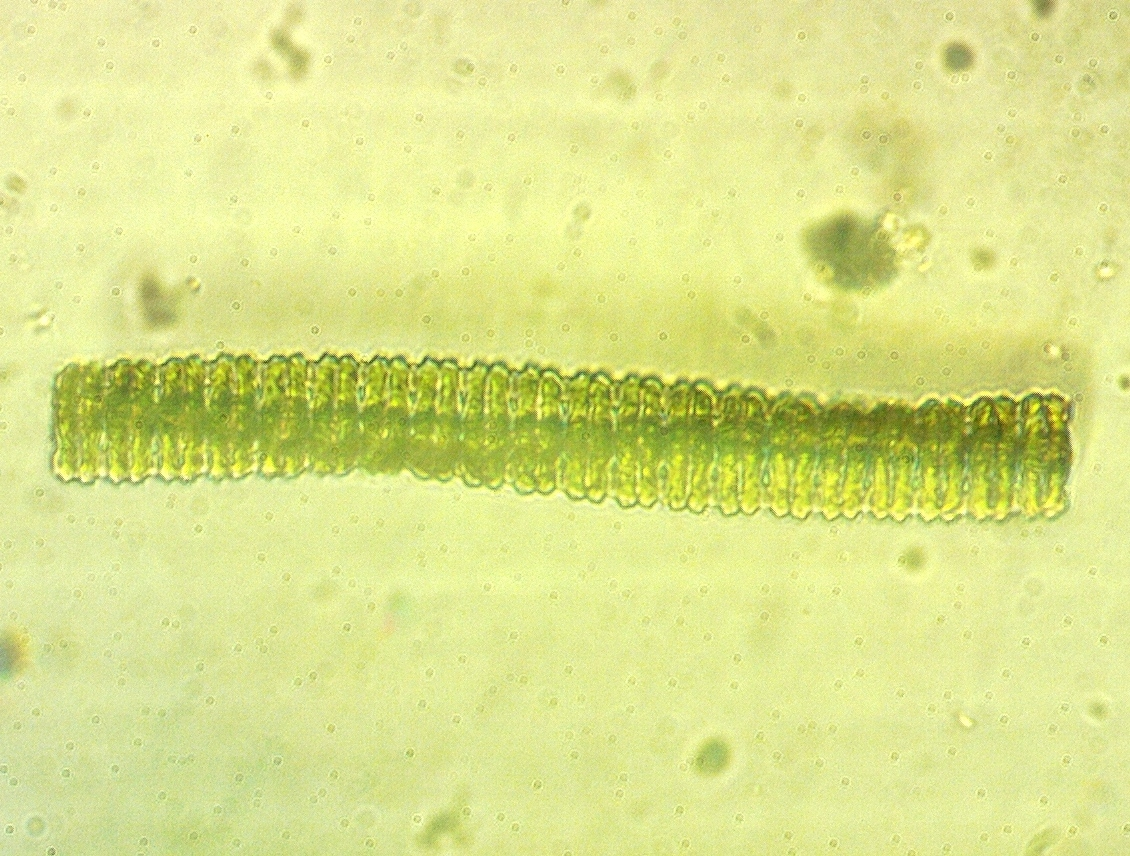
Desmidium swartzii
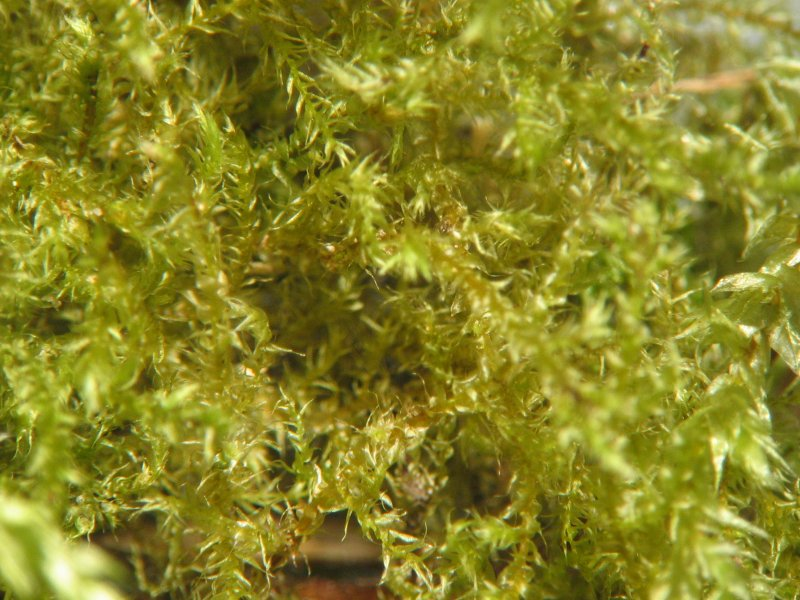
Oxyrrhynchium swartzii

## Onorații
- Cavaler de clasa I al Ordinului Regal Vasa (1808)
- Cavaler al Ordinului Steaua Polară (1814)

## Societăți
Olof Swartz a fost membru în 22 de societăți științifice, între altele:
- Membru extern al Royal Society
- Membru al  Academiei Leopoldine, 1789,[7] unde a purtat porecla „Strabo secundus”.
- Membru al American Academy of Arts and Sciences (Academia Americană de Arte și Științe), 1805
- Membru extern al Academiei Bavareze de Științe, 1808 [8]
- Membru al  Academiei Regale Suedeze de Științe și secretar general, 1811-1818
- Membru al Academiei de Științe din Sankt Petersburg, 1806
- Membru al Swedish Academy
- Membru al Academiei Regale Suedeze de Litere, Istorie și Antichități
- Membru al Academiei Ruse de Științe
- Membru corespondent al Academiei Regale Prusace de Științe, 1812
- Membru al Academiei Franceze de Științe, 1814

## Publicații (selecție mică)

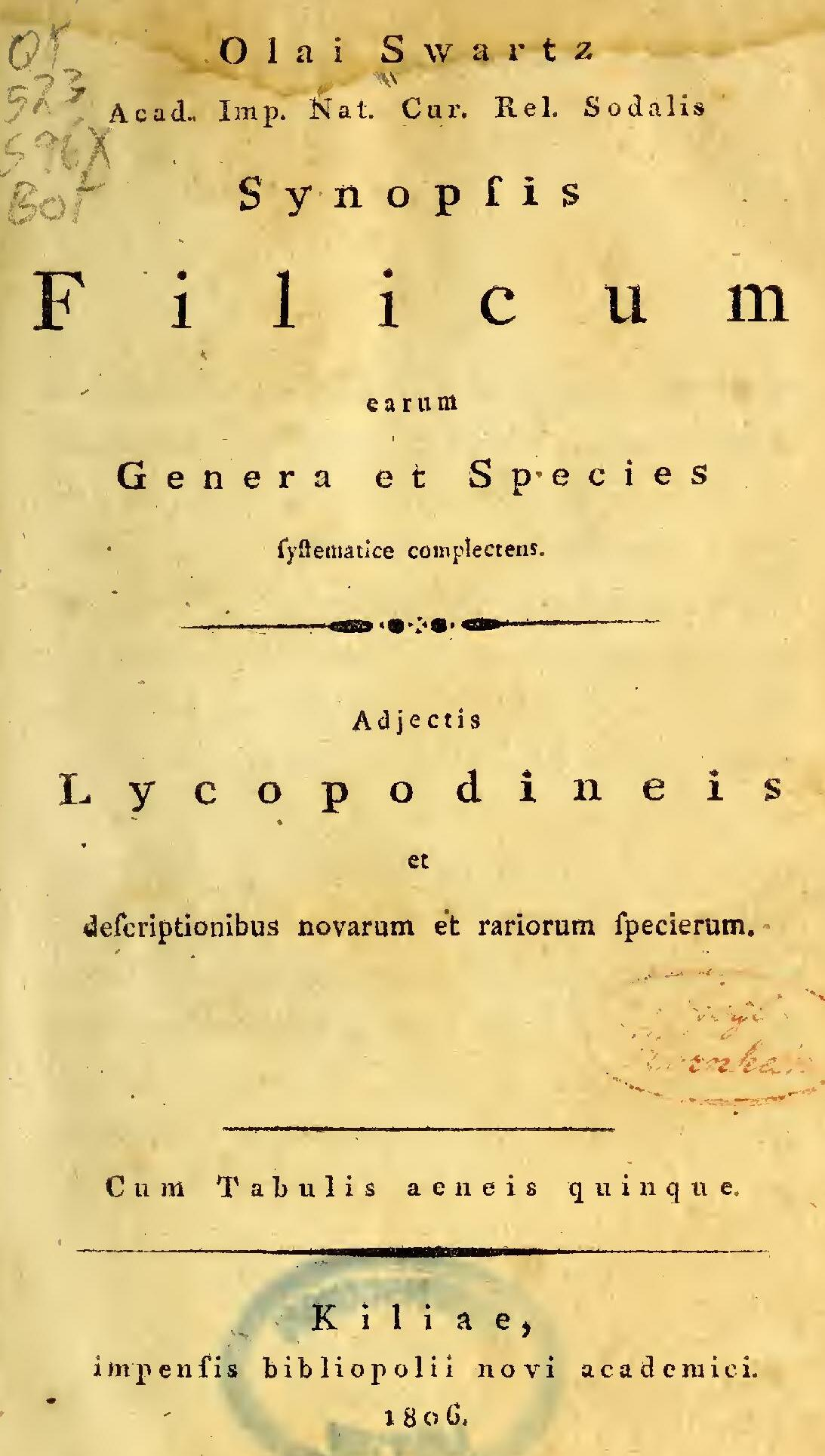
Swartz: Synopsis Filicum

- Nova genera & species plantarum, Editura Sweder, Stockholm 1788
- Observationes botanicae Editura Palm, Erlangen 1791,
- Icones plantarum incognitarum, Fasc. 1, Sect. 1–2, Editura Palm, Erlangen 1794–1800,
- Flora Indiae occidentalis 3 volume, Editura Palm, Erlangen 1797–1806
- Schrader (ed.): Journal für die Botanik, Editura Heinrich Dieterich, Göttingen 1799-1801
  - Über die Gattung Phyllachne, în vol. 1, 1799, p. 273 pp.
  - Genera et Species Filicum, în vol. 1 și 2, 1800, p. 1–120
  - Cinclidium, eine neue Moos Gattung, entdeckt und beschrieben von Ol Swartz, vol. 1/55], 1801, p. 25 pp.
- Synopsis Filicum, Editura Bibliopolium novum academicum, Kiel 1806,
- Lichenes Americani, Editura Jacob Sturm, Nürnberg 1811
- Summa vegetabilium Scandinaviae., Editura Carolus Delen, Stockholm 1814